# Sorolopha bruneiregalis
Sorolopha bruneiregalis is een vlinder uit de familie van de bladrollers (Tortricidae). De wetenschappelijke naam van de soort is voor het eerst geldig gepubliceerd in 1994 door Tuck & Robinson.